# IFPI Greece
IFPI Greece, właśc. International Federation of the Phonographic Industry Greece (oficjalnie Association of Greek Producers of Phonograms, gre. Ένωση Ελλήνων Παραγωγών Ηχογραφημάτων – ΕΕΠΗ) – greckie stowarzyszenie producentów fonogramów. Jego główne zadanie to reprezentowanie producentów oraz zwalczanie praktyk piractwa fonograficznego. Organizacja zajmuje się również przyznawaniem certyfikatów sprzedaży, tj. złotych i platynowych płyt.
IFPI Greece jest Grupą Krajową International Federation of the Phonographic Industry (IFPI), która zrzesza i reprezentuje światowy przemysł muzyczny.
IFPI Greece utworzyło pierwsze oficjalne notowania w Grecji w 1989 roku.
W 2002 roku IFPI Greece z pomocą przemysłu muzycznego rozpoczęło kampanię przeciwko piractwu komputerowemu.